# Luise von Anhalt-Dessau (1709–1732)

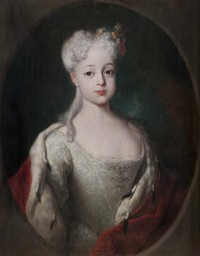
Luise von Anhalt-Dessau

Luise Prinzessin von Anhalt-Dessau (* 21. August 1709 in Dessau; † 29. Juli 1732 in Bernburg) war als Gemahlin des Fürsten Victor Friedrich, seit 1724 Fürstin von Anhalt-Bernburg.

## Leben
Luise war das sechste von zehn Kindern des Fürsten Leopold I. von Anhalt-Dessau und seiner Ehefrau Reichsgräfin Anna Luise Föhse.
1724 wurde sie im Alter von 15 Jahren in Dessau verheiratet mit ihrem Verwandten Fürst Victor Friedrich von Anhalt-Bernburg (* 1700; † 1765). Am 29. Juni 1732 wurde sie von einer gesunden Tochter entbunden, starb jedoch einen Monat nach der Geburt ihres einzigen Kindes am 29. Juli 1732 im Alter von 23 Jahren in Bernburg.
Ihr verwitweter Ehemann heiratete ein Jahr später 1733 in Potsdam die Prinzessin Albertine von Brandenburg-Schwedt (1712–1750) und zeugte mit ihr fünf Kinder. 1750 heiratete er zum dritten Mal, Frau Konstanze Schmidt.
| Personendaten    | Personendaten                                                          |
| ---------------- | ---------------------------------------------------------------------- |
| NAME             | Luise von Anhalt-Dessau                                                |
| ALTERNATIVNAMEN  | Luise Prinzessin von Anhalt-Dessau (vollständiger Name)                |
| KURZBESCHREIBUNG | Prinzessin von Anhalt-Dessau, durch Heirat Fürstin von Anhalt-Bernburg |
| GEBURTSDATUM     | 21. August 1709                                                        |
| GEBURTSORT       | Dessau                                                                 |
| STERBEDATUM      | 29. Juli 1732                                                          |
| STERBEORT        | Bernburg (Saale)                                                       |